# Balsai István
Balsai István Ákos (Miskolc, 1947. április 5. – ?, 2020. március 1.) magyar ügyvéd, politikus. 1990 és 2011 között előbb az MDF, később a Fidesz országgyűlési képviselője. 1990 és 1994 között igazságügy-miniszter. 2011. szeptember 1-től élete végéig az Alkotmánybíróság tagja.

## Életpályája
1965-ben érettségizett a II. Rákóczi Ferenc Gimnáziumban, majd egy évig a Budapesti Műszaki Egyetem Vegyészmérnöki Karán volt segédlaboráns. 1967-ben felvették az Eötvös Loránd Tudományegyetem Állam- és Jogtudományi Karára, ahol 1972-ben szerzett jogi doktorátust. Diplomájának megszerzését követően 1972 és 1974 között ügyvédjelölt, majd 1974 és 1990 között a budapesti 21. számú ügyvédi munkaközösség tagja. 1995 és 2007 között magánügyvédként tevékenykedett.

### Közéleti pályafutása
Balsai 1988 szeptemberében lépett be a Magyar Demokrata Fórumba. 1989 és 1990 között az első Országos Választási Bizottság tagja volt. Az 1990-es és az 1994-es országgyűlési választáson pártja országos listájáról szerzett mandátumot. 1990 és 1994 között az Antall-kormány és a Boross-kormány igazságügy-minisztereként dolgozott. 1994-ben és 1996–2003 között a párt elnökségének tagja, 1996-tól 2005-ig az etikai bizottság elnöke volt. Az 1998-as, a 2002-es, a 2006-os és a 2010-es országgyűlési választáson Budapest 2. számú egyéni választókerületében szerzett egyéni mandátumot. 2000 és 2001 között országos alelnöke volt a pártnak. 2004-ben tagja lett a Dávid Ibolya pártelnök kritikusait tömörítő Lakitelek-munkacsoportnak, illetve az ebből kialakult Nemzeti Fórumnak. Az egyre gyakoribb pártharcok következtében 2005-ben kizárták a pártból.
Országgyűlési munkája alatt 1994 és 1996 között az MDF-frakció vezetőségének tagja, illetve 1998 és 2002 között frakcióvezető volt. 2002-ben a foglalkoztatási és munkaügyi bizottság elnökévé választották. 2004-ben kizárták a frakcióból, majd hat hónapi független képviselői munka után 2005 áprilisában belépett a Fidesz-frakcióba. Bizottsági elnöki posztját 2006-ig megtartotta. A 2006-os országgyűlési választáson a Fidesz színeiben indult és megtartotta egyéni mandátumát. A 2010-es választás után az alkotmányügyi, igazságügyi és ügyrendi bizottság elnöke, valamint a 2006-os események kivizsgálásával foglalkozó miniszterelnöki megbízott lett.
2011-ben a Fidesz és a KDNP az Alkotmánybíróság tagjának jelölte, majd az Országgyűlés megválasztotta alkotmánybíróvá. Emiatt lemondott országgyűlési mandátumáról és minden politikai tisztségéről.

## Családja
Nős, felesége jogtanácsos. Két felnőtt fiúgyermekük van, Szabolcs (1976) és István (1982), mindketten ügyvédek.

## Művei
- Balsai-jelentés a 2006. őszi erőszakos rendőri fellépésről; Kairosz, Budapest, 2011
- Szabadon választott; Kairosz, Budapest, 2015

## Díjai
- A Magyar Érdemrend középkeresztje a csillaggal (2020)[3]